# Yoldia hyperborea
Yoldia hyperborea är en musselart som först beskrevs av Gould 1841.  Yoldia hyperborea ingår i släktet Yoldia och familjen Yoldiidae. Inga underarter finns listade i Catalogue of Life.